# Jeanne Louise Henriette Campan
Jeanne Louise Henriette Campan, rozená Genet (2. října 1752 v Paříži - 16. března 1822 v Mantes-la-Jolie) byla první dvorní dáma (première femme de chambre) Marie Antoinetty.

## Životopis
Byla dcerou Edmé-Jacquese Geneta, vysoce postaveného tlumočníka v královském ministerstvu zahraničí. V patnácti letech plynně hovořila francouzsky, anglicky a italsky. Stala se předčítačkou tří dcer Ludvíka XV. O několik let později se po příjezdu do Versailles stala nejbližší důvěrnicí Marie Antoinetty. V roce 1774 se provdala za syna tajemníka kabinetu, Pierra Dominiqua Françoise Bertholleta, známého jako Campan. Syn se jim narodil v roce 1784; nešťastné manželství skončilo rozvodem v roce 1790.
Během útoku na Tuilerijský palác 10. srpna 1792 ochránila Marii Antoinettu před hněvem lidu, a proto byla oddělena od uvězněné královny a opustila Paříž. Po Robespierrově pádu se vrátila do Paříže a založila školu v Saint-Germain-en-Laye, aby si zajistila živobytí. Školu navštěvovaly i Napoleonova nevlastní dcera Hortense de Beauharnais a dcera tehdejšího amerického velvyslance Jamese Monroea. Na Hortensinu přímluvu byla Campan v roce 1807 Napoleonem jmenována do funkce ředitelky internátní školy v Écouen, která byla určena pro dcery členů Čestné legie.
V roce 1823 byly vydány její paměti Mémoires sur la vie privée de Marie-Antoinette, suivis de souvenirs et anecdotes historiques sur les règnes de Louis XIV, de Louis XV et de Louis XVI. Poskytují pohled na život francouzské šlechty před revolucí, zejména na aféru s náhrdelníkem. Vydány byly také dvorské anekdoty, portréty evropských osobností (včetně cara Alexandra I., Robespierra a Napoleona) a její korespondence s královnou Hortensií.